# Polysporina lapponica
Polysporina lapponica är en lavart som först beskrevs av Erik Acharius och Ludwig Emanuel Schaerer och som fick sitt nu gällande namn av Gunnar Bror Fritiof Degelius. 
Polysporina lapponica ingår i släktet Polysporina, och familjen Acarosporaceae. Arten är reproducerande i Sverige.